# Saint-Béron
Saint-Béron là một xã thuộc tỉnh Savoie trong vùng Rhône-Alpes ở đông nam nước Pháp.